# 霍赫加爾山

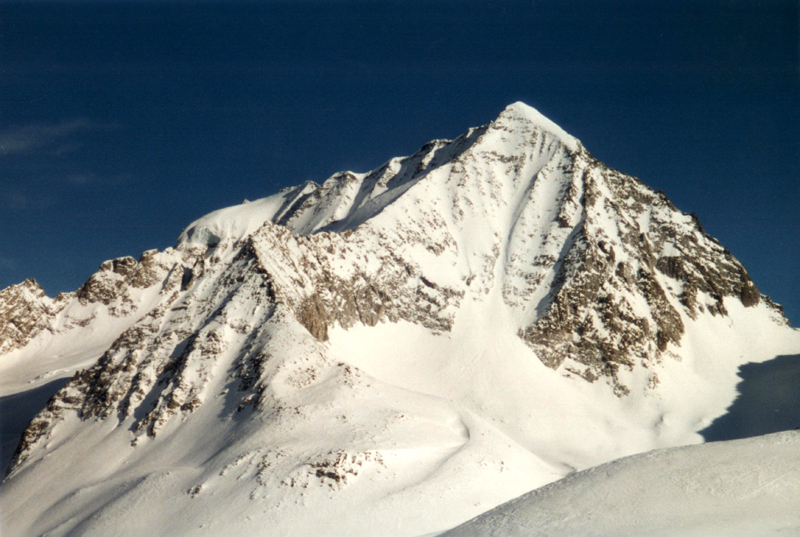

46°54′45″N 12°08′30″E / 46.91250°N 12.14167°E
霍赫加爾山（義大利語：Monte Collalto），是意大利的山峰，位於該國北部，由博爾扎諾-南蒂羅爾自治省負責管轄，屬於里塞費納山脈的一部分，海拔高度3,436米，人類在1854年首次登頂。